# Labastide-Paumès
Labastide-Paumès är en kommun i departementet Haute-Garonne i regionen Occitanien i södra Frankrike. Kommunen ligger i kantonen L'Isle-en-Dodon som tillhör arrondissementet Saint-Gaudens. År 2022 hade Labastide-Paumès 151 invånare.

## Befolkningsutveckling
Antalet invånare i kommunen Labastide-Paumès
Referens:INSEE